# Homefront (jeu vidéo)
Pour les articles homonymes, voir Homefront.
Homefront est un jeu de tir à la première personne développé par Kaos Studios et édité par THQ, annoncé pour 2010 lors du salon de l'E3 2009 puis reporté à 2011. Le jeu est sorti en mars 2011 sur PlayStation 3, Xbox 360 et PC. Le jeu fait l'objet d'un reboot, intitulé Homefront: The Revolution.

## Synopsis
En 2012, Kim Jong-il meurt et son fils Kim Jong-un lui succède. L'année suivante, il envahit la Corée du Sud et la réunifie sous le nom de « Grande République Coréenne » (« Greater Korean Republic » en anglais). Pendant ce temps, en 2015, une guerre entre l'Arabie saoudite et l'Iran entraine la destruction d'une importante part des réserves mondiales de pétrole et force les États-Unis à retirer leurs flottes du Pacifique, la Corée du Nord en profitant pour soumettre le Japon. En 2025, la Corée du Nord lance une bombe IEM sur les États-Unis, dont la puissance militaire a été réduite par le manque de pétrole, et finit par envahir le territoire à l'est du Mississippi formant ainsi la Nouvelle Fédération Coréenne des États-Unis Occupés.
Le jeu se déroule dans la ville de Montrose, en 2027. Le joueur incarne un pilote d'hélicoptère, Robert Jacobs, qui tente de se cacher de l'APC, mais est arrêté par les « 718 » coréens (supposés être l'équivalent des SS de la seconde guerre mondiale). Durant son transfert vers un camp de concentration, il est libéré par la résistance locale. Le joueur devra accomplir une série de missions qui le conduiront à rejoindre l'Armée américaine lors de sa contre-offensive à San Francisco.

## Système de jeu
Le gameplay est inspiré et basé sur un autre jeu de Kaos Studios : Frontlines: Fuel of War. Le numéro du magazine spécialisé Consoles + de juillet-août 2009 écrit que « rarement un produit à un stade aussi peu avancé nous a autant retourné le cerveau après avoir essayé une version de « ce qu'est le jeu pour le moment » ». C'est en effet grâce à une nouvelle technologie qu'utiliserait le moteur du jeu qu'il donnerait une sensation d'immersion hors du commun : Drama Engine, qui consiste à focaliser l'action sur le joueur tel un aimant. Ainsi, lorsque l'on tire une roquette sur une Jeep qui nous fonce dessus, le souffle de l'explosion fera valser automatiquement le véhicule dans notre direction pour accentuer le stress.

## Multijoueur
Le multijoueur de Homefront se pratique à 16 , 24 ou 32 joueurs. Les deux équipes sont nommées soit USA, soit APC.
Sont débloqués au fur et à mesure de la progression du joueur des niveaux de nouvelles armes, nouvelles aptitudes, nouveaux véhicules comme le char M1 Abrams qui dans le jeu est nommé char scout.
En mode 32 joueurs, le jeu consiste à capturer des drapeaux nommés A, B et C.

## Développement
Le scénario a été écrit par John Milius, scénariste des films Apocalypse Now (1979) et L'Aube rouge (1984).

## Accueil

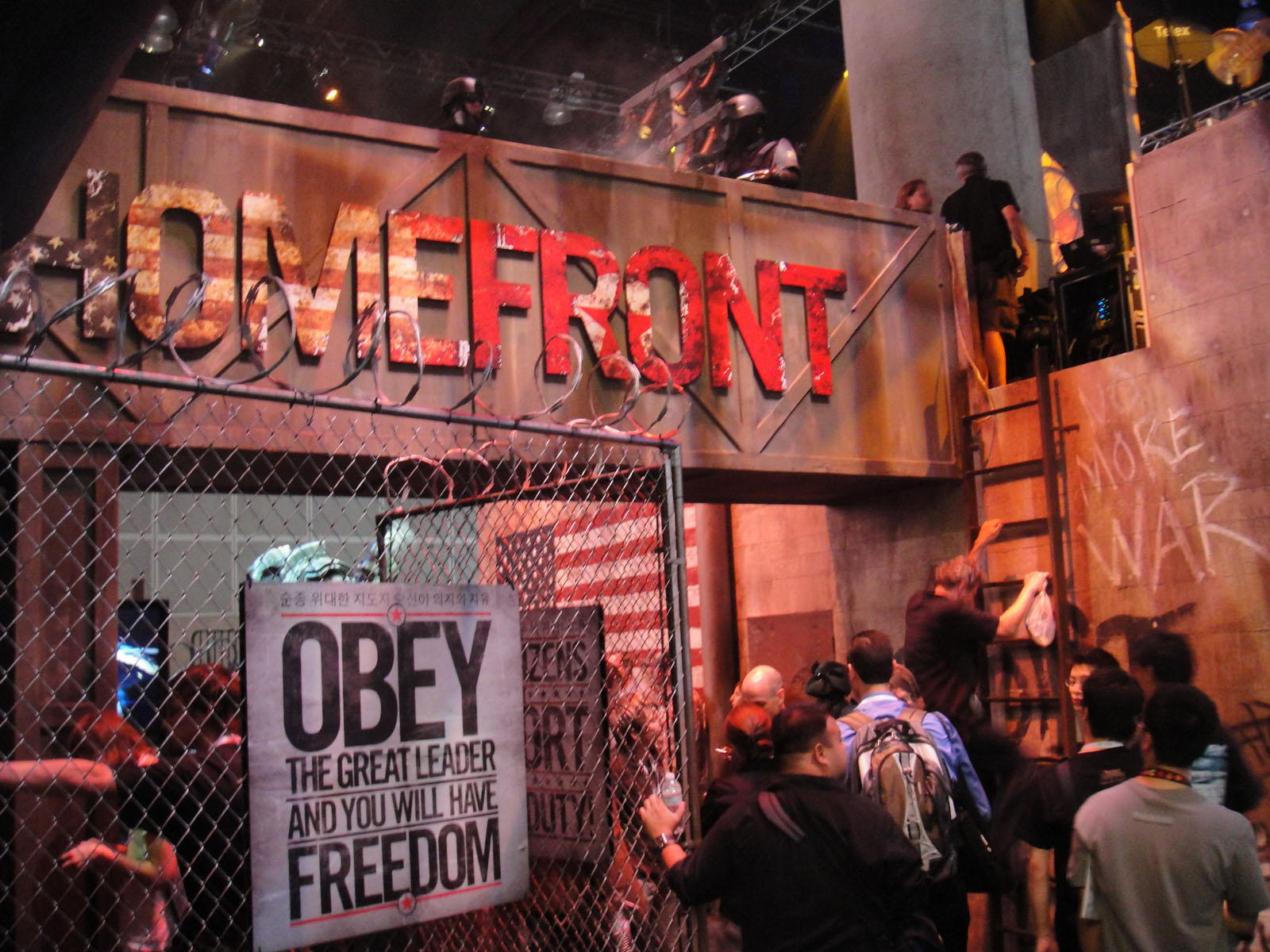
Stand Homefront à l'E^{3} 2010.

Quand les premières notes du jeu, décevantes, sont apparues à sa sortie, l'action THQ a perdu 21 % en quelques heures seulement.
Sur PlayStation 3, le jeu est sujet à de nombreux plantages, à tel point qu'il est impossible de mener l'ensemble des missions du mode solo à terme. Bien que THQ ait été informé de ces éléments, aucun patch ou correctif n'est disponible.